# Haplopappus ischnos
Haplopappus ischnos là một loài thực vật có hoa trong họ Cúc. Loài này được (Phil.) Reiche mô tả khoa học đầu tiên năm 1901.